# Catena Krafft
Catena Krafft - łańcuch kraterów na powierzchni Księżyca, o długości 60 km. Jego współrzędne selenograficzne to 15,0°N; 72,0°E.
Catenę nazwano od krateru Krafft, nazwa została zatwierdzona przez Międzynarodową Unię Astronomiczną w roku 1976.